# Верхнемарково
Верхнема́рково (иногда в написании Верхне-Марково, Верхнее Марково) — посёлок в Усть-Кутском районе Иркутской области. Расположен на левом берегу реки (приток Лены), в 150 км северо-восточнее Усть-Кута.
Население — 1908 человек. (2008)
Добыча углеводородов, древесины.
Входит в Верхнемарковское сельское поселение. Глава администрации — Константин Валерьевич Власов.
Под Верхнемарковом часто понимают три тесно связанных населённых пункта: посёлок Верхнемарково, посёлок Заярново и село Марково как районы посёлка.

## Физико-географические характеристики

### Географическое положение
Верхнемарково расположен севернее центральной части Иркутской области в северо-восточной части Усть-Кутского района на левом берегу реки Лены.
Ближайшие города — Усть-Кут (136 км на юго-запад по автодороге), Киренск (120 км на северо-восток по зимнику).
Часовой пояс — MSK+5 (UTC+8) (Иркутское время).
О климате, рельефе и почвенном покрове см.: Усть-Кутский район Иркутской области.

### Полезные ископаемые
В непосредственной близости от посёлка находится Марковское нефтегазоконденсатное месторождение. Среднегодовая добыча составляет 4 тыс. тонн нефти, 53,9 млн м³ газа, 14 тыс. тонн конденсата.

## История
История посёлка неразрывно связана с историей села Маркова, располагающегося на противоположном берегу Лены. До середины XX века правобережное Марково было крупнейшим селом в округе. Там были школа, церковь (позже клуб), сельсовет. Точная дата появления строений на левом берегу неизвестна.
В 1948 году верхнемарковский колхоз «Новая жизнь» был отмечен орденом Ленина. В областном соревновании колхоз занимал 2—3-е места, за что получил две премии по 8 тыс. рублей.
Бурное развитие Верхнемаркова как посёлка началось в 1960-х годах, с началом геологических изысканий и добычи углеводородов.
В 1962 году на левом берегу, в Верхнемаркове, забил первый фонтан нефти, прозванный Марковским фонтаном. На разведку и освоение месторождения XIX съездом комсомола сюда была направлена Ленская нефтегазоразведочная экспедиция. Посёлок быстро рос за счёт специалистов — переселенцев из разных регионов СССР, появлялись новые улицы, жилые кварталы. Подыскивалось даже название будущего города — как один из вариантов, Нефтеленск. Однако ёмкость месторождения оказалось меньше предполагаемой. Появились экологические проблемы — загрязнение грунтовых вод, нефтяные проявления.
В 1968 году в Верхнемарково была перенесена школа из Маркова.
В 2004 году Верхнемарково стало центром новообразованного Верхнемарковского сельского поселения

## Название
Посёлок расположен чуть выше села Маркова по течению Лены, отсюда приставка «Верхне-» в названии. Название Маркова происходит от имени основателя Кипрюшки Маркова или Марчко Никитина (подробнее о версиях см.: Марково).
Широко распространено также написание Верхне-Марково, иногда — Верхнее Марково. На некоторых картах это приводит к казусам: различные написания могут быть размечены как названия отдельно стоящих населённых пунктов.

### «Большое» Верхнемарково
В настоящее время под названием Верхнемарково часто объединяют три населённых пункта, тесно связанных между собой: собственно посёлок Верхнемарково, село Марково и посёлок Заярново. Причём последние два считаются районами посёлка.
Вместе с тем, населённые пункты обозначены отдельно как в текстах законодательных актов Иркутской области, так и на географических картах.

## Экономика
В Верхнемаркове расположено большинство предприятий сельского поселения.
2 крупных предприятия:
- ООО «НК Дулисьма»;
- Иркутская нефтяная компания.

Кроме того, «БЭКойл-Игирма», филиал УМСХП «Лена», ООО Предприятие связи «Универсал», ООО «Марковское коммунальное предприятие», 15 индивидуальных предпринимателей.
Основной вид деятельности — нефтедобыча и лесозаготовка. Газ, добываемый на Марковском нефтегазоконденсатном месторождении, расходуется на выработку электроэнергии и отопления Верхнемаркова и ближайших населённых пунктов, нефть и конденсат транспортируются в Усть-Кут.

## Транспорт
Верхнемарково связано автомобильной дорогой с городом Усть-Кутом (выход на Р419 и далее на М53). Связь с сёлами Верхнемарковского сельского поселения — по лесным и тракторным дорогам.
Зимой через Верхнемарково проходит автозимник Усть-Кут — Якутск, открывается региональный автозимник Верхнемарково — Ербогачён.
В стадии строительства находится федеральная автодорога «Вилюй» Тулун — Якутск, проходящая в 7 км от посёлка.
Ближайшие:
- ж.-д. станция — Лена-Восточная,
- аэропорт — Усть-Кут,
- речной порт — Осетрово.

## Связь
Почтовое отделение 666778. Проводная телефонная связь. С 2008 года предоставляется сотовая связь, действуют операторы МТС, Байкалвестком, МегаФон, Билайн.

## Социальная сфера

### Образование
Детский сад «Рябинушка». Рассчитан на 75 мест, посещают 87 детей, в очереди — 20. (2008.)
Верхнемарковская средняя школа. На 2008 год обучается 237 учеников (в 1962 году было 237, в 1964 — 450, в 1966 — 970). Оборудована компьютерным классом. Имеется школьный музей.

### Медицина
Больница. Основана в 1991 году

### Культура
Центр досуга и народно-прикладного творчества. В течение 2007 года проведено 116 культурных мероприятий, включая дискотеки.

### Спорт
Спортивно-оздоровительный центр. Спортивный, тренажёрный залы.

## Памятники
Мемориал односельчанам, погибшим в Великой Отечественной войне. Открыт в 2000 году.

## Экология
Экологические проблемы посёлка связаны, прежде всего, с разработкой Марковского нефтегазоконденсатного месторождения в советский период (1960-70-е гг.):
- загрязнение грунтовых вод;
- нефтепроявления на поверхности земли.

Из-за загрязнения грунтовых вод в Верхнемаркове отсутствует возможность пользоваться скважинами для снабжения водой. Вода для нужд населения подвозится в автомобильных цистернах - по имеющейся информации для питьевого и технического водоснабжения используются артезианские скважины −3шт (1-ВМ, 2-ВМ,3-ВМ).
Для работы с проблемой нефтяных проявлений создан координационный совет, контролирующий исполнение плановых мероприятий по локализации и утилизации нефтепроявлений.